# Eva Vašková
Eva Vašková (* 12. ledna 1981, Břeclav) je česká modelka a manažerka. V roce 2006 na soutěži Miss Global Beauty Queen, která se konala v Číně, obsadila 4. místo (3. runner up) a na International Model of the Year se umístila na 8. místě a ještě se stala I. vicemiss Photogenic v této soutěži. Byla finalistkou soutěže Česká Miss 2007. Podle záznamů agentury Central European Models měří 177 cm a její míry jsou 87-60-91.